# УСКА (Бангі)
«Тут Піссанг Уніон Спортів Сентрафрисьєн де Бангі» або просто УСКА (фр. Tout Puissant Union Sportive Centrafricaine de Bangui) — професіональний центральноафриканський футбольний клуб з міста Бангі, який виступає в Лізі ЦАР (вищому дивізіоні національного чемпіонату).

## Історія
Заснований 1970 року в місті Бангі, один з найтитулованіших клубів країни. Дворазрвий чемпіон країни та 5-кратний володар національного кубку, третя найтитулованіша команда в кубку ЦАР (після «Тампет Мокаф» та «Анже де Фатіма»).
УСКА 6 разів брав участь у континентальних турнірах під егідою КАФ, але в жодному з вище вказаних випадків не зміг подолати перший раунд.

## Досягнення
- Ліга Центральної Африканської Республіки
  -  Чемпіон (2): 1980, 1992

- Кубок ЦАР
  -  Володар (5): 1978, 1988, 1997, 2004, 2005

## Статистика виступів у континентальних турнірах під егідою КАФ
| Сезон | Турнір                       | Раунд      | Клуб                    | Вдома | На виїздів | Загалом |
| ----- | ---------------------------- | ---------- | ----------------------- | ----- | ---------- | ------- |
| 1979  | Кубок володарів кубків КАФ   | 1          | «Ан-Наср» (Бенгазі)     | т.п.1 | т.п.1      | т.п.1   |
| 1981  | Кубок африканських чемпіонів | 1          | «Найл Брюверіз»         | т.п.2 | 1-2        | 1-2     |
| 1983  | Кубок володарів кубків КАФ   | 1          | «Аль-Аглі» (Вад-Мадані) | 0-0   | 0-2        | 0-2     |
| 1989  | Кубок володарів кубків КАФ   | 1          | «АС Каламу»             | 3-3   | 0-2        | 3-5     |
| 1993  | Кубок африканських чемпіонів | Попередній | «Аконангуї»             | 2-0   | 2-1        | 4-1     |
| 1993  | Кубок африканських чемпіонів | 1          | «Сташионері Сторз»      | 2-2   | 1-3        | 3-5     |
| 2006  | Кубок конфедерації КАФ       | Попередній | «Ле-Астрез»             | 0-2   | 1-3        | 1-5     |

1- УСКА (Бангі) залишив турнір.

2- УСКА (Бангі) залишив турнір, перед тим як зіграти другий матч.